# Kanchiganahalu, Channagiri
Kanchiganahalu là một làng thuộc tehsil Channagiri, huyện Davanagere, bang Karnataka, Ấn Độ.